# Onychoteuthidae
Famille
Les Onychoteuthidae constituent une famille de calmars.
Cette famille (et son genre-type) doit son nom aux griffes courbes et effilées qui équipent les tentacules préhensiles de ces animaux.

## Liste desgenres
Selon World Register of Marine Species (16 mai 2016) :
- genre Ancistroteuthis Gray, 1849 -- 1 espèce
- genre Filippovia Bolstad, 2010 -- 1 espèce
- genre Kondakovia Filippova, 1972 -- 2 espèces
- genre Notonykia Nesis, Roeleveld & Nikitina, 1998 -- 2 espèces
- genre Onychoteuthis Lichtenstein, 1818 -- 10 espèces
- genre Onykia Lesueur, 1821 -- 11 espèces
- genre Walvisteuthis Nesis & Nikitina, 1986 -- 4 espèces

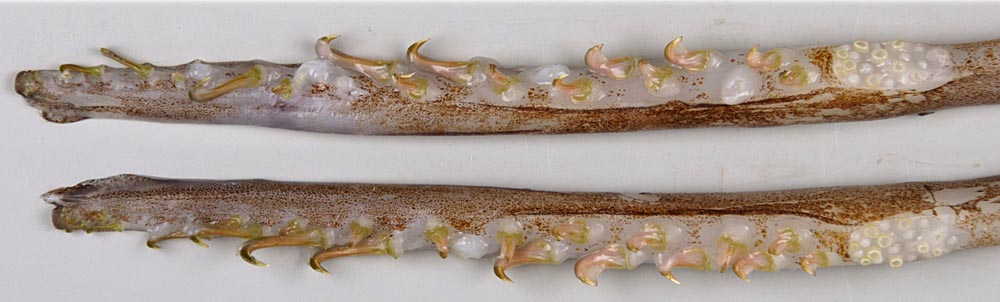
Griffes sur les tentacules d'un Onykia robsoni

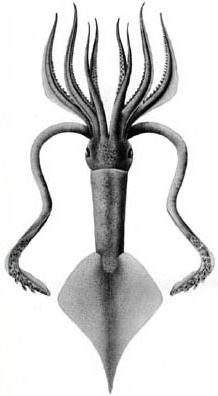
Ancistroteuthis lichtensteini
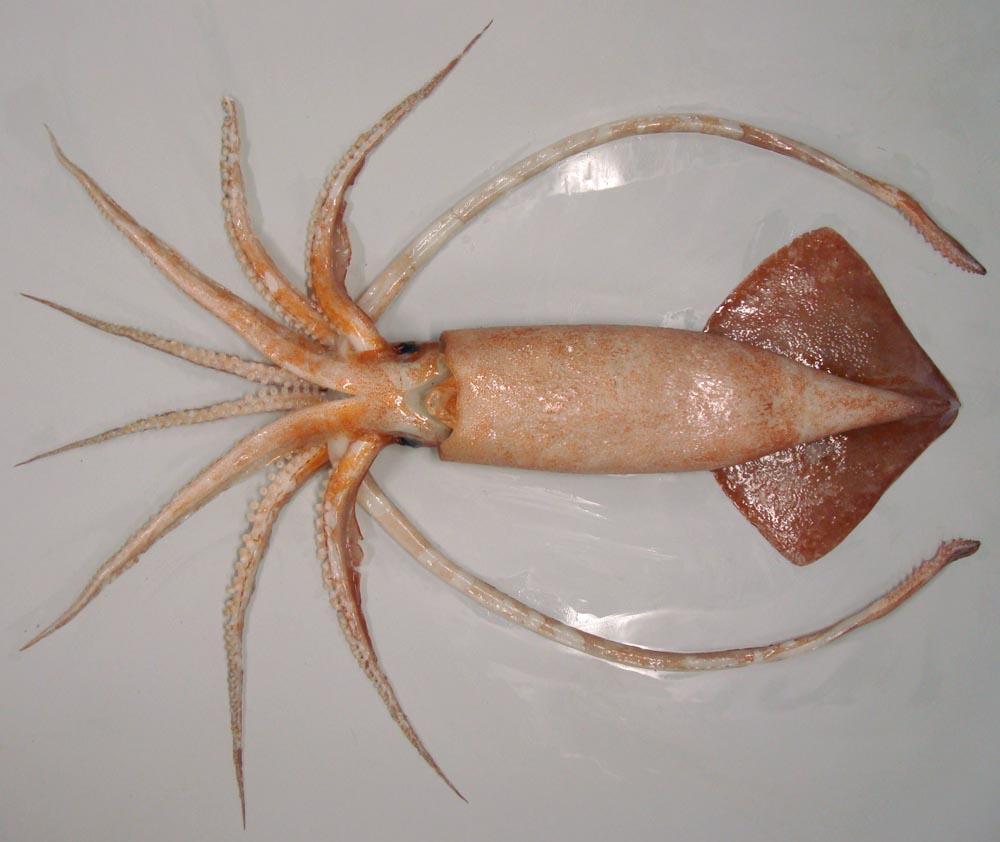
Onykia ingens
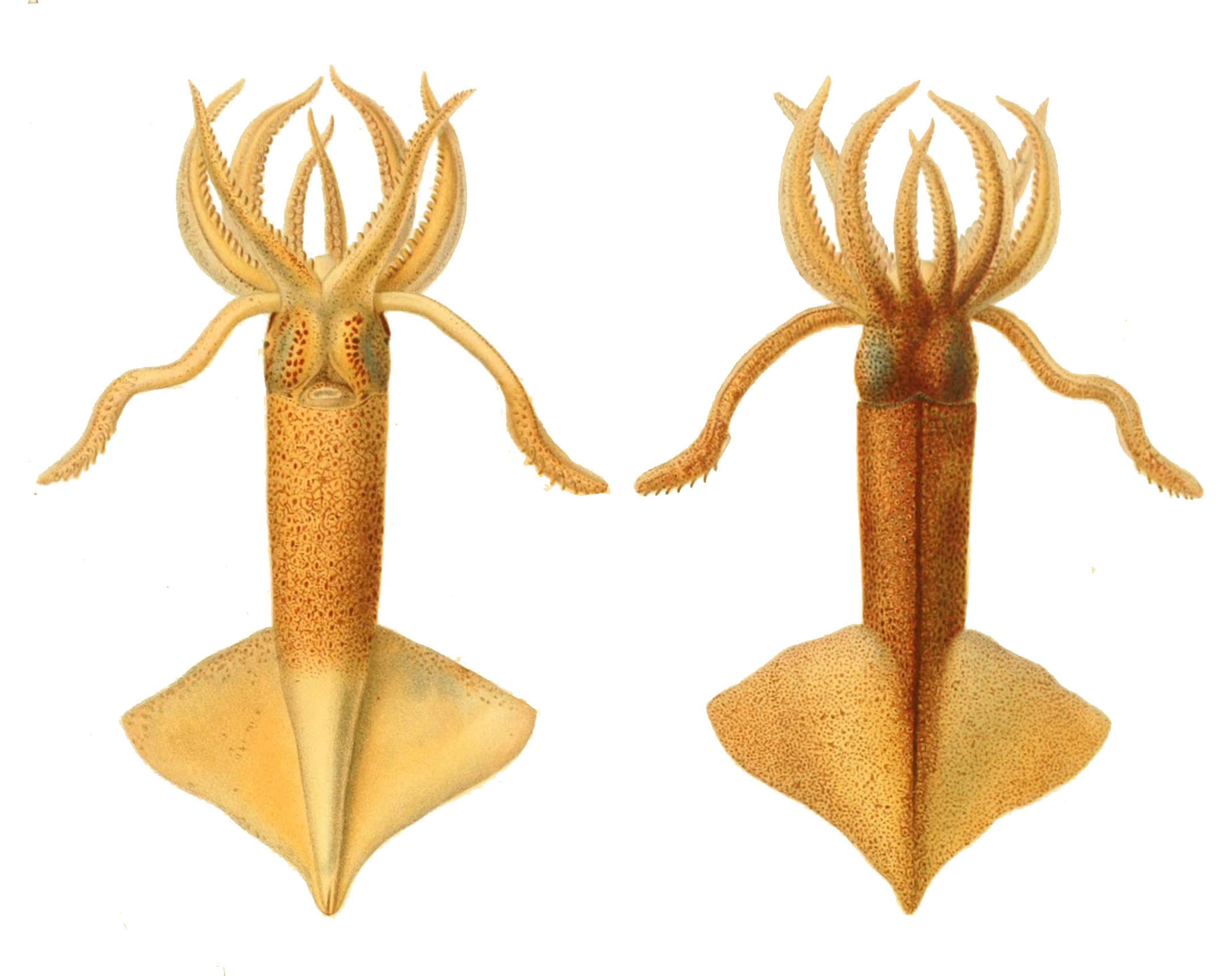
Onychoteuthis banksii
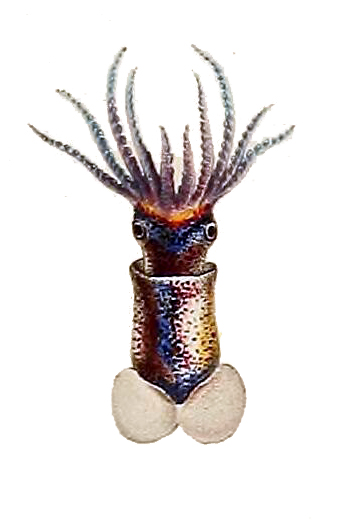
Onykia carriboea